# Bramsön
Bramsön är en ö i Bramsöfjärden i nedre Dalälven sydväst om Söderfors. Bramsön ligger öster om Hedesunda och i Gävle kommun. På ön finns det många sommarstugor samlade i områdena Norrsidan, Sörviken och Västsidan.